# محطة كالاواي للطاقة النووية

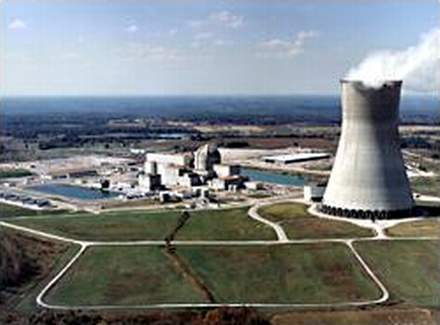
محطة كالاواي للطاقة النووية

محطة كالاواي للطاقة النووية هي محطة طاقة نووية تقع على مساحة 2767 فدان (1120 هكتار) في مقاطعة كالاوي بولاية ميسوري.

## نبذة
تم بدأ تشغيل المحطة في 19 ديسمبر 1984. تحتوي المحطة على مفاعل يعمل بواسطة الماء المضغوط رباعي الأسطوانات بسعة 1190 ميجاوات من نوع ويستينجهاوس ومولد التوربينات من نوع جنرال إلكتريك.

## السكان
تُعرّف لجنة التنظيم النووي منطقتين للتخطيط لحالات الطوارئ حول محطات الطاقة النووية:

### المنطقة الأولى
منطقة يبلغ قطرها 10 أميال (16 كم)، وتهتم في المقام الأول بالتعرض واستنشاق التلوث الإشعاعي المحمول جواً.
حيث بلغ عدد السكان حسب إحصاء 2010 على بعد 10 أميال (16 كم) 10,092 نسمة بزيادة قدرها 3.8% خلال عقد من الزمان، وفقًا لتحليل بيانات التعداد الأمريكي.

### المنطقة الثانية
منطقة يبلغ قطرها حوالي 50 ميل (80 كم)، وتهتم في المقام الأول بتناول الطعام والسائل الملوث بالإشعاع.
حيث بلغ عدد السكان حسب إحصاء 2010 على بعد 50 ميل (80 كم) 546292 نسمة، بزيادة قدرها 15.0% منذ عام 2000. وتشمل المدن التي تقع على بعد 50 ميل مدينة فولتون (11 ميل من وسط المدينة)، وجيفرسون سيتي (26 ميل من وسط المدينة)، وكولومبيا (32 ميل) من وسط المدينة).
في عام 2014، وجدت اختبارات اللجنة التنظيمية النووية وجود مياه جوفية ملوثة بالقرب من الموقع.

## قوة المحطة
تنتج المحطة حوالي 19% من طاقة ولاية ميسوري. في عام 2001، سجلت المحطة رقما قياسي في عمل المحطات النووية من خلال إنتاج 101.1% من الطاقة الكهربائية، لتحتل المحطة من أفضل المفاعلات في العالم، وفقا لإدارة معلومات الطاقة. حيث تنتج المحطة 1,279 ميجاوات.
في 19 نوفمبر 2005، انتهى عمالها من استبدال جميع المولدات البخارية الأربعة في 63 يوم و 13 ساعة، وهو رقم قياسي عالمي لمحطة من أربع وحدات.

## برج التبريد
يبلغ طول برج التبريد (التوربينات) 553 قدم (169 متر). يبلغ عرضه 430 قدم، وهو مصنوع من الخرسانة المسلحة. يبرد حوالي 585,000 جالون أمريكي (2,210,000 لتر؛ 487,000 جالون من الماء) في الدقيقة عندما تعمل المحطة بكامل طاقتها.
يفقد حوالي 15000 جالون أمريكي (57000 لتر؛ 12000 غالون من الماء) في الدقيقة بسبب التبخر. يتم إرسال 5000 جالون أمريكي آخر (19000 لتر؛ 4200 غالون من الماء) إلى نهر ميزوري كـ «تفجير» لطرد المواد الصلبة من حوض برج التبريد. يتم استبدال جميع المياه المفقودة بسبب التبخر أو التفجير بمياه من النهر، والذي يبعد خمسة أميال من المحطة. درجة حرارة المياه التي تدخل برج التبريد هي 125 درجة فهرنهايت (52 درجة مئوية). تم تصميم البرج بحيث إذا تم إسقاطه بطريقة سليمة، لن يتسبب في إلحاق أي ضرر بأي من الهياكل الأساسية للمحطة.

## خطر الزلازل
في أغسطس 2010، قدرت لجنة التنظيم النووي أن الفرصة السنوية لوقوع زلزال قد يلحق الضرر بالمحطة كانت 1 من 500,000، وهو أقل احتمال لأي مفاعل أمريكي.